# Beno César
Ebenezer César de Souza, mais conhecido como Beno César (Rio de Janeiro, 21 de junho de 1963), é um cantor, produtor e compositor brasileiro. É ex-integrante da Banda e Voz.

## Biografia
Beno César foi integrante do grupo Banda e Voz nos anos 80, atuando como baixista e um dos vocalistas. O músico escreveu uma certa quantidade de canções para o grupo, como "É Assim".
Em 1988, teve uma passagem rápida pelo Rebanhão como músico contratado, quando o baixista Paulo Marotta precisou ausentar-se durante um tempo do grupo. Com Carlinhos Felix, Pedro Braconnot e Fernando Augusto, inclusive, chegou a participar do show de lançamento do álbum Novo Dia.
A trajetória de Beno como compositor é longa. Em parceria com a irmã Solange de Cesar, tornou-se um dos maiores compositores da música gospel brasileira, contando com quase mil músicas de autoria da dupla sendo tocadas pelo Brasil afora. Entre suas canções de maiores sucessos estão Conquistando o Impossível, interpretada pela cantora Jamily, Sonhos de Deus, interpretada pelo cantor J. Neto, entre outras que foram tocadas em diversas novelas da Rede Record, além das canções infantis que fizeram sucesso na voz da própria Jamily e da Cristina Mel.
Em 1993, lança seu álbum de estréia, intitulado Face a Face, pela gravadora Line Records. Pela mesma gravadora, lançou os álbuns Tá Ligado,  Paraíso Azul e Ao Cheiro das Águas.
Em 19 de março de 2008 assinou contrato com a MK Music.
Em 2009, Beno foi convidado para compor o tema do filme Flordelis - Basta uma Palavra para Mudar.

## Algumas composições
- Luan Santana (Conquistando o Impossível)
- Adilson Silva (Carta pra Deus, Ao que me Servir, O que Deus uniu), Entre outras
- Alda Célia (Com Ar de Vencedor)
- Aline Barros (Por toda minha vida, Lirio dos vales, A dança do quaquito)
- Banda Jovem Rio (O Teu Querer)
- Cristina Mel (Depende de você, Se o espirito santo te tocar, Tempo de ser feliz (Dá tempo de ser feliz), Eu profetizo, Sopão de letrinhas), Entre outras
- Fernanda Lara (Águas que curam)
- Gerson Cardozo (Ninguém Te Amou Assim, Eterno Amor, Meu consolo, Faz a diferença, Herdeiro da Promessa, Nasci pra te adorar,Tu Me Amas Assim, Refrigério, Pro teu caso tem jeito, Sou teu Deus), Entre outras.
- Giovani Santos (O cantico de Moisés, Vai nessa tua força)
- Gisele Nascimento (Carinha de anjo, A tua presença, Vencer ou vencer, Me falaram de ti), Entre outras
- Ísis Regina (Canção de um servo, Unção do altar, Aguas cristalinas, Nos montes da adoração, O nascido de Deus, Paixão de Cristo, O altar é para isso, Sonho de Amor) Entre outras.
- Jamily (Conquistando o Impossível, A Fé Faz o Herói, Não há outro além de ti, Tempo de Vencer, Deus é maior, Usei a Fé), Entre outras.
- J. Neto (Sonhos de Deus, Deus sabe de você, Deus se importa, Ultimo romântico, Além das Aparências, Quando eu cheguei aqui, Ele vem, Se ligue)
- Leonor (Um Simples Servo, Espirito de vida, Perfume Derramado, Autor da minha vida, Quando o sonho acontece,Primícias, Me ensina te adorar), Entre outras.
- Leonor e Marcelo Crivella (Mulher Samaritana)
- Mara Maravilha (Deus de maravilhas, Jóia rara, Corpo e alma, Sai da tua tenda, Menina dos teus olhos, Retrovisor, Campeões da fé)
- Marcello Brayner (Vem agora Espirito Santo, Abraça-me Senhor, Sou de Deus, Um Novo Coração), Entre outras
- Marcelo Crivella (Um do outro)
- Marcio José e Liriel (Creio em ti)
- Rogerio Luis (Nem pena, nem papel e O Que Acontece no Altar)
- Sula Miranda (Deus vai mudar a tua historia, Eu preferi morrer), Entre outras.
- Thiago Savonarolla (Coisa de Alma, Pare de Sofrer), Entre outras.
- Tino (Quando o vento soprar, Meu Consolo, Além do Véu, Coração Sonhador, Que Saudade, Vida de Marionete, Volta Pra Casa, Atmosfera Celestial, etc...)
- Wilian Nascimento (Pelo Telhado)

## Temas de novela
| Ano  | Música                | Novela           |
| 2000 | Eterno Amor           | Marcas da Paixão |
| 2004 | Último Romântico      | Escrava Isaura   |
| 2006 | Ninguém te Amou Assim | Prova de Amor    |

## Discografia
Com o Banda e Voz
- 1985: Opções
- 1987: A Paz é Possível
- 1988: Falando de Vida

Solo
- 1993: Face a Face
- 1997: Tá Ligado
- 2000: Paraíso Azul
- 2004: Ao Cheiro das Águas
- 2008: Tempo de Justiça
- 2012: Um Mundo Melhor